# 熊沢正夫
熊沢 正夫（くまざわ まさお、1904年 (明治37年) 5月 - 1982年5月7日）は、日本の植物学者。愛知県出身。
息子は地球科学者の熊澤峰夫。妹は熊沢光子。

## 略歴
1904年 (明治37年) 5月に、愛知県名古屋市で生まれた。父親は地方裁判所判事を歴任後弁護士を開業した。東海中学校、旧制第八高等学校（現：名古屋大学）を卒業後、東京帝国大学（現：東京大学）理学物植物学科に進学。1929年に同大卒。
1933年から旧制第四高等学校（現：金沢大学）に植物学の講師として勤務。翌1934年には同大教授となり、1942年まで勤務した。
その後旧制第八高等学校に勤務。集団遺伝学者の木村資生は、1942年に同校で熊沢の指導を受けた。同校が名古屋大学に組み込まれたあとは同大の教授として勤務。定年退職後に名古屋大学名誉教授となった。
1979年に『植物器官学』を上梓。日本語の入門書が少なかった植物形態学の手頃な手引き書とされ、「植物の形態についての長年の研究歴に基いた広い視野の下でまとめられ、植物の器官についてもれなく記述されたもの」と評された。
1982年5月7日に、78歳で死去。本人の遺言に従って葬儀は行わず、死亡広告も掲載しなかった。また遺体は、遺言に従って名古屋大学医学部に献体された。

## 人物
二男八女兄弟の長男として生まれ、父親は弁護士だが貧しい人からは金を取らない人で、経済的に余裕のある家庭ではなかった。学問以外にはあまり興味がなく、戦前の軍国調時代にも周りが丸坊主にする中、髪を切ることもなく、友人が通りすがりの神社で参拝しても横で待っているだけで、学生時代に妹の熊沢光子を散歩中に見かけても声をかけることもなく、光子とは彼女が赤色ギャング事件で検挙された際に父親と面会に行ったのが最後となった。長年保管していた光子の遺書も息子の熊沢峰夫が結婚する際に、妻の実家を気遣って処分した。

## 学術論文
- 熊澤正夫「うまのあしがた科及ビソノ近似植物ノ髄走維管束ニ就イテ」『植物学雑誌』第46巻第544号、日本植物学会、1932年、327-332,260、CRID 1390001204225391232、doi:10.15281/jplantres1887.46.327、ISSN 0006-808X。
- 熊澤正夫, 熊澤誠義「上高地附近産蝶類目録」『昆蟲』第7巻第1号、東京昆蟲學會、1933年5月、35-48頁、CRID 1542824520142860288。
- 熊澤正夫「たうもろこしノ雄花序ノ維管束走向」『植物学雑誌』第53巻第635号、日本植物学会、1939年、495-505頁、CRID 1390282679198110464、doi:10.15281/jplantres1887.53.495、ISSN 0006-808X。
- 熊沢正夫「たうもろこしノ雄花序ノ維管束走向たうもろこしノ維管束解剖第一報」『植物学雑誌』第53巻、1939年、495-505頁、CRID 1571417125472160896。
- 熊澤正夫「たうもろこしノ葉跡條ノ走向たうもろこしノ維管束解剖第三報」『植物学雑誌』第54巻第648号、日本植物学会、1940年、493-504頁、CRID 1390001204223854592、doi:10.15281/jplantres1887.54.493、ISSN 0006-808X。
- 熊澤正夫「再ビたうもろこしノ雄花序ノ維管束走向ニ就イテ」『植物学雑誌』第54巻第644号、日本植物学会、1940年、307-313頁、CRID 1390001204225388544、doi:10.15281/jplantres1887.54.307、ISSN 0006-808X。
- 熊澤正夫「タウモロコシの維管束解剖 (第V報)タウモロコシ茎の維管束分化順位並に合成維管束 最辺周部維管束の走向」『植物学雑誌』第59巻第695-696号、日本植物学会、1946年、42-52頁、CRID 1390001204223170560、doi:10.15281/jplantres1887.59.42、ISSN 0006-808X。
- 熊澤正夫, 木村資生「鬼百合及び近縁種の核型」『遺伝学雑誌』第21巻第2号、日本遺伝学会、1946年、29-30頁、CRID 1390001205445699200、doi:10.1266/jjg.21.29、ISSN 0021-504X。
- 熊澤正夫, 木村資生「鐵砲百合及び其の近縁種の核型」『遺伝学雑誌』第24巻第5-6号、日本遺伝学会、1949年、173-180頁、CRID 1390001205444979328、doi:10.1266/jjg.24.173、ISSN 0021-504X。
- 熊沢正夫「サギソウの地下器官の形態と発生」『植物学雑誌』第69巻第820-821号、日本植物学会、1956年、455-461頁、CRID 1390001204224675200、doi:10.15281/jplantres1887.69.455、ISSN 0006-808X。
- 熊沢正夫「維管束構成並びに走向に関する考察トウモロコシの維管束解剖第7報」『植物学雑誌』第71巻第837号、日本植物学会、1958年、117-124頁、CRID 1390001204223888000、doi:10.15281/jplantres1887.71.117、ISSN 0006-808X。
- 熊沢正夫「側枝及び不定根と母軸との維管束連絡トウモロコシの維管束解剖第6報」『植物学雑誌』第71巻第836号、日本植物学会、1958年、70-76頁、CRID 1390001204223896960、doi:10.15281/jplantres1887.71.70、ISSN 0006-808X。
- 熊沢正夫「双子葉類側生前葉の着生方向に関する研究」『植物学雑誌』第73巻第869-870号、日本植物学会、1960年、487-493頁、CRID 1390001204223286016、doi:10.15281/jplantres1887.73.487、ISSN 0006808X。
- 熊沢正夫「ショウジョウバカマの葉上不定芽」『北陸の植物』第8巻第2-4号、北陸の植物の会 / 植物地理・分類学会、1960年2月、34-39頁、CRID 1050854718607697408、hdl:2297/00065726。
- 熊沢正夫「双子葉類側生前葉の着生方向に関する研究 第3報 オオアレチノギク」『植物学雑誌』第76巻第902号、日本植物学会、1963年、299-308頁、CRID 1390001204224043904、doi:10.15281/jplantres1887.76.299、ISSN 0006-808X。
- 熊沢正夫「双子葉類側生前葉の着生方向に関する研究」『植物学雑誌』第80巻第952号、日本植物学会、1967年、404-412頁、CRID 1390282679200525568、doi:10.15281/jplantres1887.80.404、ISSN 0006-808X。
- 熊沢正夫, 熊沢峰夫「双子葉類側生前葉の着生方向に関する研究 第5報 前葉着生方向の周期的変化」『植物学雑誌』第83巻第985号、日本植物学会、1970年、242-248頁、CRID 1390001204223295744、doi:10.15281/jplantres1887.83.242、ISSN 0006-808X。
- 熊澤正夫「トベラ属の子葉数の多様性・予報」『植物学雑誌』第83巻第982号、日本植物学会、1970年、119-124頁、CRID 1390282679199959552、doi:10.15281/jplantres1887.83.119、ISSN 0006-808X。

## 著書
- 登山とキヤムピング (1931年、刀江書院)
- 上高地 : 登山と研究 (1934年、刀江書院) - 1980年に刀江書院から、1988年に名古屋大学山岳会からそれぞれ復刻。
- 植物器官学 (1979年、裳華房)